# Manchuria Aviation Company

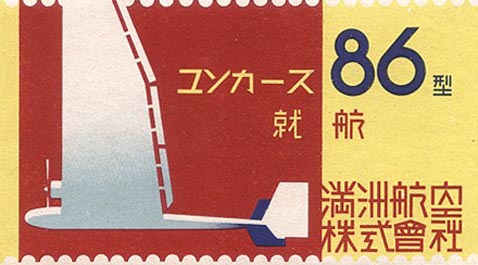
Багажна бирка MKKK, яка рекламує Ju-86

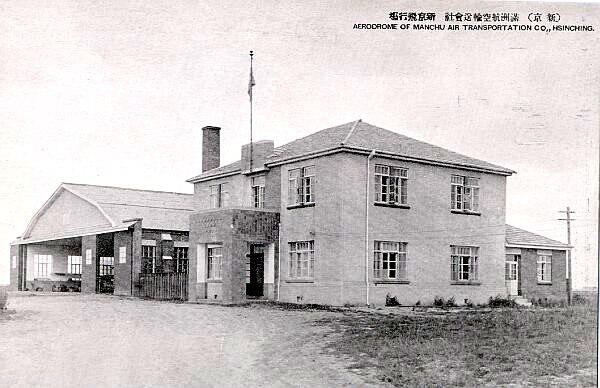
Аеропорт Сіньцзіну

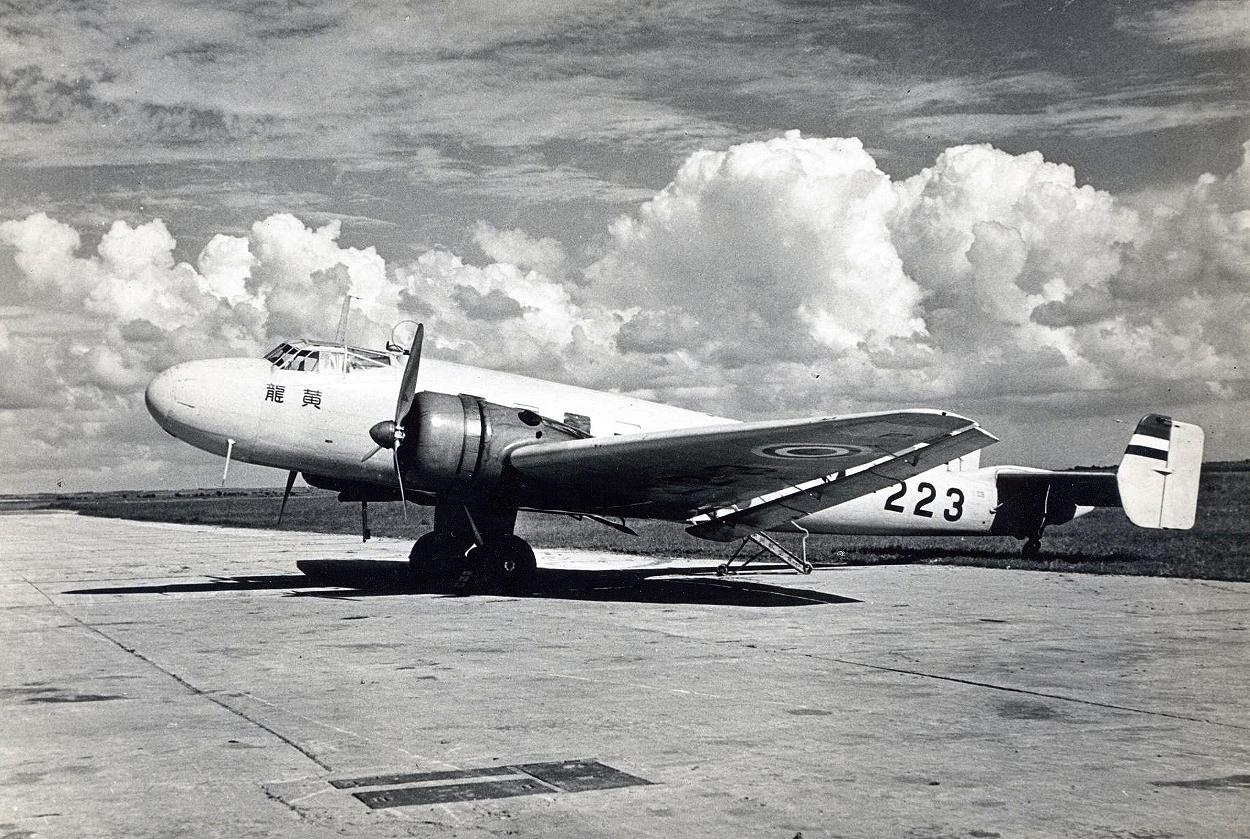
Літак MKKK Junkers Ju 86.

Manchuria Aviation Company (кит. трад. 滿洲航空株式會社, спр. 满州航空株式会社, піньїнь: Mǎnzhōu Hángkōng Zhūshì Huìshè, Вейд-Джайлз: Man3-chou1 Hang2-k'ung1 Chu1-shih4 Hui4-she4; яп.: кюдзітай: 滿洲航空株式會社; сіндзітай: 満州航空株式会社;  Гепберн: Manshū Kōkū Kabushiki-gaisha, "MKKK") — національна авіакомпанія Маньчжоу-го.
Manchuria Aviation Company була заснована 26 вересня 1931 у Фентяні за наказом японської Квантунської армії як маньчжурська філія Japan Air Transport, попередника Imperial Japan Airways. Після проголошення незалежності Маньчжоу-го вона офіційно прийняла назву Manchuria Aviation Company. Основними акціонерами були уряд Маньчжоу-го, Південно-Маньчжурська залізнична компанія та дзайбацу Sumitomo.
З самого початку Manchuria Aviation Company була воєнізованою авіакомпанією, основною метою якої була надання транспортної та матеріально-технічної підтримки військовим та транспортування пошти. Перевезення цивільних пасажирів та чартерні операції здійснювалися з нижчим пріоритетом.
У 1936 "Незалежний добровольчий батальйон" МККК у складі 13 літаків воював на боці армії Внутрішньої Монголії проти Суйюаня, утримуваного Гомінданом.
Авіакомпанія мала «хаб» у Сіньцзіні та встановила регулярні рейси з Харбіном, Цзямуси, Гірином, Мукденом, Аньдунем, Цзінчжоу, Ченде, Ціцікаром, Хайларом, Квантунської областю та Кореєю та підтримувала зв'язок через Imperial Japanese Airways (Dai Nippon Koku KK) з самої Японією або іншими зарубіжними маршрутами. Маршрут на велику відстань між Сіньцзіном та Берліном був запроваджений у 1938.
Ремонтні майстерні MKKK виготовили копії Fokker Super Universal (Nakajima Ki-6) та De Havilland DH.80 "Pussmoth"
Manchuria Aviation Company припинила свою діяльність у серпні 1945 під час радянського вторгнення в Маньчжурію. Однак нестача палива та обладнання воєнного часу значно раніше скоротила її діяльність. Після війни решта літаків, майна та обладнання були конфісковані на користь Радянського Союзу та китайських комуністів.

## Флот
- 30x авіалайнерів Manshū MT-1 Hayabusa
- 27x de Havilland DH.80 Pussmoth
- 15x літаків зв'язку Messerschmitt Bf 108A/B Taifun
- 12x транспортних літаків Nakajima AT-2 Thora
- 10x транспортних літаків Mitsubishi MC-20 Topsy
- 10x транспортних/бомбардувальних літаків Junkers Ju 86Z-1
- 10x транспортних/бомбардувальних літаків Junkers Ju 86Z-2
- 2x комунікаційних літаків Heinkel He 116A
- 2x транспортних літаків Fokker F.VIIb-3m/M
- 1x транспортних літаків Tachikawa Ki-54 Hickory
- 1x de Havilland DH.85 Leopardmoth
- 1x транспортних літаків General Aviation GA-43
- ?x транспортних літаків Tachikawa Type LO Thelma (ліцензійна збірка Lockheed Model 14-38 Super Electra)
- ?x транспортних літаків Airspeed Envoy (ліцензійна збірка Mitsubishi Type Hinazuru)
- ?x Manshū Super Universal (ліцензійна збірка Fokker Super Universal)
- ?x транспортних літаків Kawasaki Ki-56 Thalia
- ?x транспортних літаків Kokusai Ki-59

## Аварії та інциденти
- 20 червня 1941 Mitsubishi MC-20 (реєстраційний номер M-604) розбився у Японському морі, убивши всіх 18 осіб на борту.